# Sarusawa Shinji
Shinji Sarusawa (猿澤 真治, sinh ngày 9 tháng 6 năm 1969) là một huấn luyện viên và cựu cầu thủ bóng đá người Nhật Bản.
Shinji Sarusawa đã dẫn dắt Renofa Yamaguchi FC.